# Todoroki Athletics Stadium
Il Todoroki Athletics Stadium (川崎市等々力陸上競技場) è uno stadio situato nel parco di Todoroki Ryokuchi, Kawasaki, in Giappone. Lo stadio è stato inaugurato nel 1962. Lo stadio ospita le partite casalinghe del Kawasaki Frontale. Ha una capienza di 25 000 persone.